# San José Obrero, Chiapas
San José Obrero är en ort i Mexiko.   Den ligger i kommunen Siltepec och delstaten Chiapas, i den sydöstra delen av landet, 800 km sydost om huvudstaden Mexico City. San José Obrero ligger 1 254 meter över havet och antalet invånare är 117.
Terrängen runt San José Obrero är kuperad västerut, men österut är den bergig. San José Obrero ligger nere i en dal. Runt San José Obrero är det ganska tätbefolkat, med 83 invånare per kvadratkilometer. Närmaste större samhälle är El Porvenir de Velasco Suárez, 11,8 km sydost om San José Obrero. I omgivningarna runt San José Obrero växer i huvudsak blandskog.